# Paul Weerman
Paul Weerman (Emmen, 21 januari 1977) is een Nederlands voormalig voetballer die als aanvaller speelde. 
Weerman begon met voetballen bij vv Emmen, waarna hij de overstap maakte naar Achilles 1894. Met Achilles 1894 werd hij in het seizoen 1999-2000 landelijk kampioen bij de zondagamateurs.
In 2000 tekende Weerman een contract bij Emmen. Na twee seizoenen stapte hij over naar BV Veendam waar hij tot 2005 zou spelen. Met wederzijdse toestemming werd besloten om zijn contract na drie seizoenen niet te verlengen.

Hij vertrok na afloop van het seizoen 2004/2005 naar de Duitse 3. Liga club SC Preußen Münster. Nadat zijn eenjarige contract was verlopen vertrok hij naar Oostenrijk om te gaan spelen voor First Vienna FC. Na een half jaar nam hij daar echter ontslag na een meningsverschil met de trainer, en maakt het seizoen op amateurbasis af bij zijn oude club FC Emmen.
In de zomer van 2007 tekende Weerman een contract voor één jaar bij het Duitse SV Meppen. Het zou bij één jaar blijven. Na dat jaar vertrok hij naar amateurclub WKE, waarmee hij in het seizoen 2008-2009 algeheel amateurkampioen werd. Na afloop van het seizoen 2010-2011 stopte hij met voetballen.
Hij werd in 2014 aangesteld als trainer van WKE. Die club ging begin 2016 failliet. 
Paul Weerman is de oudste zoon van oud-handbalinternational en -bondscoach, alsmede ex-FC Emmen directeur Harry Weerman (Emmen, 1947). 

## Carrière

### Als speler
| Seizoen   | Club               | Competitie       | Wedstrijden | Goals |
| --------- | ------------------ | ---------------- | ----------- | ----- |
| 2000-2001 | Emmen              | Jupiler League   | 6           | 1     |
| 2001-2002 | Emmen              | Jupiler League   | 29          | 14    |
| 2002-2003 | BV Veendam         | Jupiler League   | 29          | 15    |
| 2003-2004 | BV Veendam         | Jupiler League   | 18          | 2     |
| 2004-2005 | BV Veendam         | Jupiler League   | 24          | 4     |
| 2005-2006 | SC Preußen Münster | 3. Liga          | 15          | 4     |
| 2006-2007 | First Vienna FC    | Regionalliga Ost | 17          | 4     |
| 2006-2007 | FC Emmen           | Jupiler League   | 9           | 1     |
| 2007-2008 | SV Meppen          | Oberliga         | 23          | 6     |
| 2008-2011 | WKE                | Hoofdklasse      |             |       |

### Als trainer
| Periode       | Club          | Functie              |
| ------------- | ------------- | -------------------- |
| 2011-2013     | WKE           | Assistent-trainer    |
| 2012-2013     | FC Emmen      | Hoofd jeugdopleiding |
| 2012-2013     | VV Emmen      | Jeugdtrainer         |
| 2013-2014     | FC Emmen      | Jeugdtrainer         |
| 2014-2016     | WKE           | Hoofdtrainer         |
| 2017-2019     | Achilles 1894 | Hoofdtrainer         |
| 2019-2022     | VV Staphorst  | Hoofdtrainer         |
| 03/2024-heden | VV Staphorst  | Hoofdtrainer (a.i.)  |

### Erelijst

#### Speler
- Topscorer KNVB Beker 2008/2009